# 塞耶河畔布兰
塞耶河畔布兰（法語：Brin-sur-Seille，法語發音：[bʁɛ̃ syʁ sɛj]）是法国默尔特-摩泽尔省的一个市镇，位于该省南部，属于南锡区。

## 地理
塞耶河畔布兰（48°46'44"N, 6°21'17"E）面积11.71 平方千米，位于法国大東部大區默尔特-摩泽尔省，该省份为法国东北部内陆省份，是洛林的一部分，北邻比利时、卢森堡，北起顺时针与摩泽尔省、下莱茵省、孚日省和默兹省接壤。
与塞耶河畔布兰接壤的市镇（或旧市镇、城区）包括：塞耶河畔贝、阿蒂隆库尔、比永库尔、佩通库尔、阿芒斯、马兹吕勒、塞耶河畔蒙塞勒。

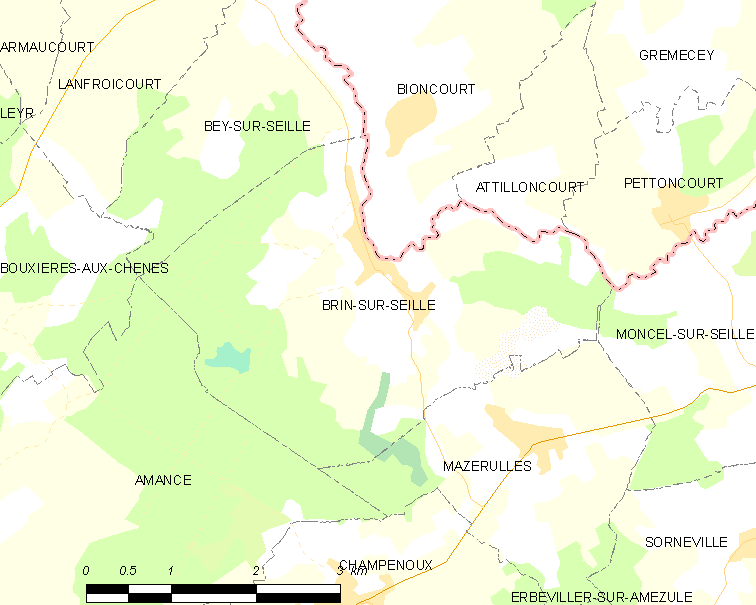
塞耶河畔布兰的OSM定位图

塞耶河畔布兰的时区为UTC+01:00、UTC+02:00（夏令时）。

## 行政
塞耶河畔布兰的邮政编码为54280，INSEE市镇编码为54100。

## 政治
塞耶河畔布兰所属的省级选区为塞耶-默尔特河间县。

## 人口

1962-2008年间塞耶河畔布兰人口变化图示

塞耶河畔布兰于2022年1月1日时的人口数量为774人。